# André Arnyvelde
André David Lévy dit André Arnyvelde ou Arnyvelde, né le 29 novembre 1881 dans le 9e arrondissement de Paris et mort le 2 février 1942 au camp de Royallieu à Compiègne , est un journaliste, auteur dramatique et romancier français.
Il est le frère du compositeur Michel-Maurice Lévy.

## Biographie
Le père d'André Arnyvelde est un courtier en drap qui aurait apprécié que son fils continue l'activité. Mais devant le talent que montre André en écrivant, à l'âge de 15 ans, une pièce en vers sur Molière, il lui accorde de se consacrer à la littérature. À vingt ans il écrit la Courtisane, pièce acceptée par la Comédie Française et jouée le 16 octobre 1906. Il devient journaliste. De 19̟14 à 1918 il est mobilisé. Les notes qu'il écrit durant ces années sont publiées en 1920 sous le titre de l'Arche.
Durant la Seconde Guerre mondiale, la chasse aux Juifs conduit ses amis à lui conseiller de partir en zone libre, ce qu'il refuse. Il est arrêté le 12 décembre 1941 durant la rafle des Notables et interné au camp de Royallieu, à Compiègne. En janvier 1942 le froid est très vif. André contracte une double pneumonie dont il meurt après avoir été transporté, trop tardivement, à l'hôpital de Compiègne.

## Œuvres
- La Courtisane, comédie dramatique en 5 actes, en vers, E. Fasquelle, 1906
- Le Roi de Galade, Paris: Monde Illustré, 1910
- L'Arche, Société mutuelle d'édition, 1920
- Le Bacchus Mutilé, Paris: Albin Michel, 1922

## Adaptations au cinéma
- La Puissance du souvenir (ou Le Monstre), film muet français réalisé par Albert Capellani, sorti en 1910 ;